# Geiss
Geiss ist ein Bauerndorf im Luzerner Hinterland. Es gehört zur politischen Gemeinde Menznau im Amt Willisau des Kantons Luzern in der Schweiz.

## Geschichte
Im 20. Jahrhundert wurden in Geiss römische Münzen gefunden, eine Waldstrasse wird heute noch Römerstrasse genannt, und der Name «Geiss» (im Deutschen ansonsten ein weibliches Tier bezeichnend) könnte abgeleitet worden sein vom römischen Wort «casa», das so viel wie Haus oder Hütte bedeutet. Diese Hinweise lassen darauf schliessen, dass Geiss schon in der Römerzeit an einem der Verkehrswege der Römer existiert hat.
Gefestigt ist dann die Aussage, dass die Alemannen Geiss besiedelt haben. Diesen Schluss lässt der Hofname Elswil zu, der eindeutig alemannische Wurzeln hat.
Im Mittelalter stand Geiss unter den Herren von Wolhusen. Sie bewohnten die dortigen Burgen, von welchen noch Überreste vorhanden sind. Der Gerichtsstandort der Herren von Wolhusen war in Buholz, und ganz in der Nähe, auf Geisser Boden, stand der Galgen, an welchem Verbrecher gehängt worden sind. Dieser Galgen existierte noch im Jahr 1800.
Das Mittelalter kann als eigentliche Blütezeit von Geiss bezeichnet werden. Dank der verkehrsgünstigen Lage, Geiss liegt am Jakobsweg, der im Mittelalter ganze Heerscharen von Pilgern angelockt hatte, kam das Dorf zu Einkommen und Ansehen. Es konnte eine prächtige Pfarrkirche gebaut werden, welche dem Hl. Jakob dem Älteren geweiht wurde, das Dorf erhielt das Marktrecht und verfügte sogar über die niedere Gerichtsbarkeit.
In den Jahren um 1650 wurde das Dorf wiederholt in die Wirren des Bauernkrieges gerissen. Die Wut der Landbevölkerung gegen die Städter und ihre Zollpolitik, die Geldabwertung und die Erhöhung der Brückenzölle manifestierte sich auch in Geiss, und die Bevölkerung gab ihrem Unmut Ausdruck.
Mit dem Rückgang des Pilgerstromes versiegte die zusätzliche Einnahmequelle der Landbevölkerung allmählich, und das Dorf Geiss wurde mehr und mehr zu einem behäbigen Bauerndorf mit landwirtschaftlich ertragreichem Boden. Dieser Ertrag wurde im Verlauf des Zweiten Weltkrieges noch gesteigert, indem das Geisser Moos trockengelegt wurde. Die Trockenlegung erfolgte durch den Abbau des Torfes, welches im Krieg als wertvolles Brennmaterial galt. Mit der Torfgewinnung wurden Drainagen gelegt, und heute ist das Geisser Moos gänzlich der landwirtschaftlichen Produktion zugeführt.

## Aktuelle Situation
Heute hat das Dorf rund 500 Einwohner, ist immer noch stark landwirtschaftlich geprägt und bildet noch immer eine eigene Kirchgemeinde. Im Dorf unterrichtet werden die Schüler von der 1. bis 6. Primarklasse.
Neben einigen kleineren Gewerbebetrieben existiert eine eigene Käserei, welche die anfallende Milch zu Emmentaler Käse verarbeitet. Im Jahr 2006 wurde der durch Jules Stampfli-Schöpfer in Geiss produzierte Emmentaler mit der Auszeichnung "Peak of Quality" gekürt. 2012 wurde der Erfolg bestätigt. Jules Stampfli gewann erneut eine Gold-Medaille mit dem Emmentaler.

## Kirchgemeinde
Die Pfarrei St. Jakobus Geiss ist eine kleine, lebendige Landpfarrei. Geiss ist 1225 erstmals erwähnt und hat somit eine bewegte Geschichte. Geiss ist ein bedeutender Etappenort am 1999 wiedereröffneten Kultur- und Pilgerweg, dem sogenannten «Jakobsweg». Die in den Jahren 1993/97 renovierte Pfarrkirche St. Jakobus und deren Umgebung sind Kulturgüter von nationaler Bedeutung.

## Bilder

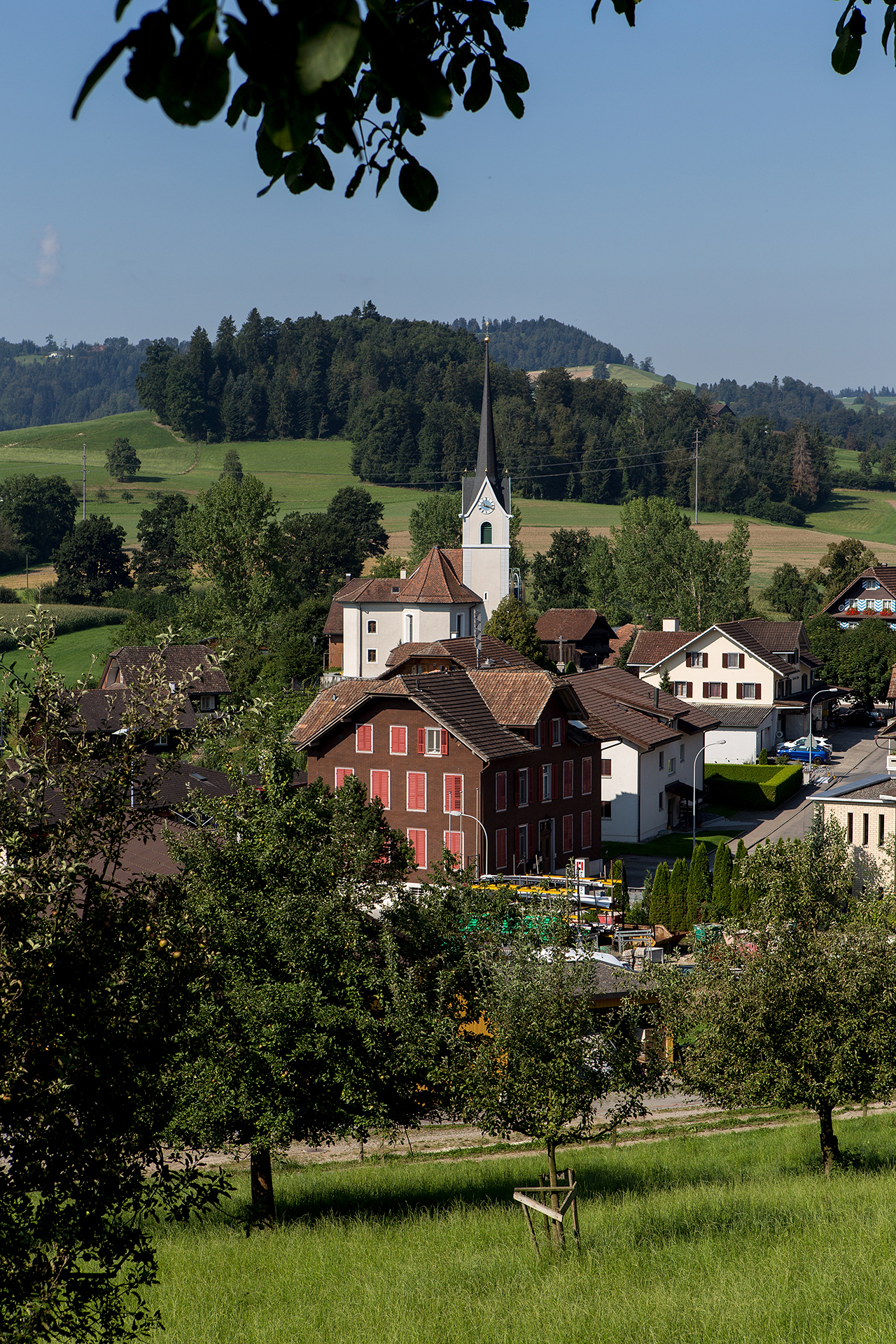
Blick aufs Dorfzentrum
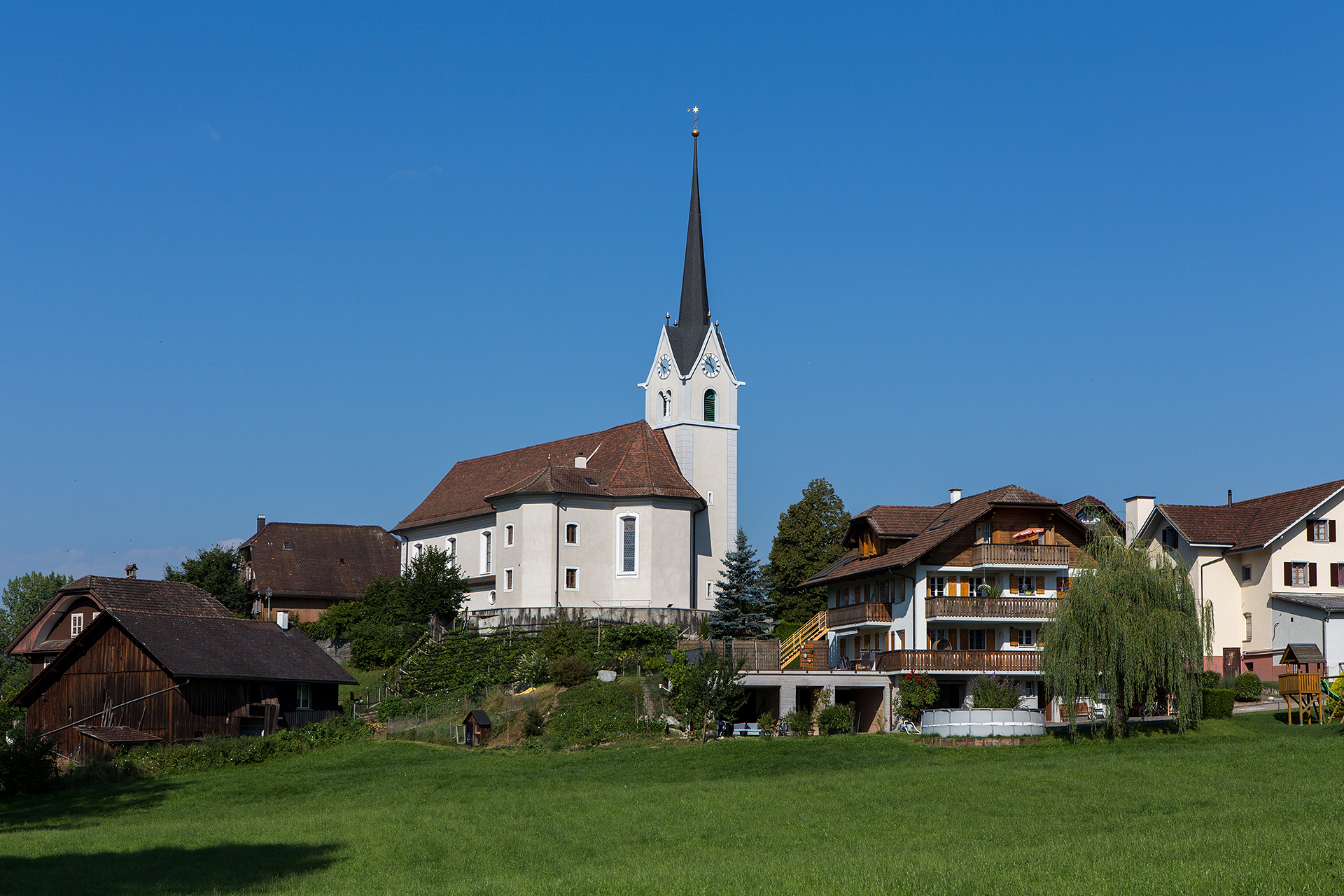
Pfarrkirche St. Jakobus
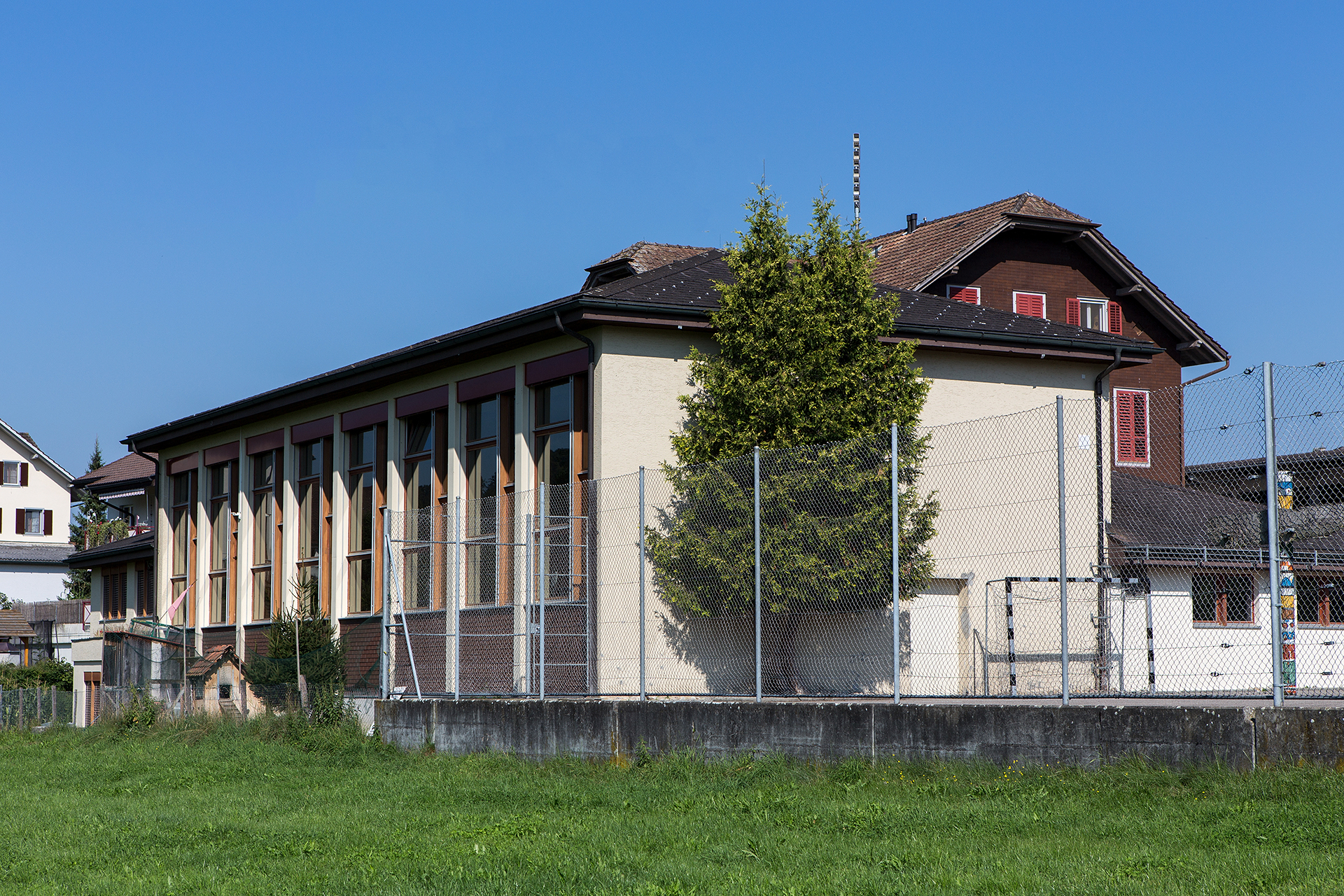
Turnhalle, Schulhaus
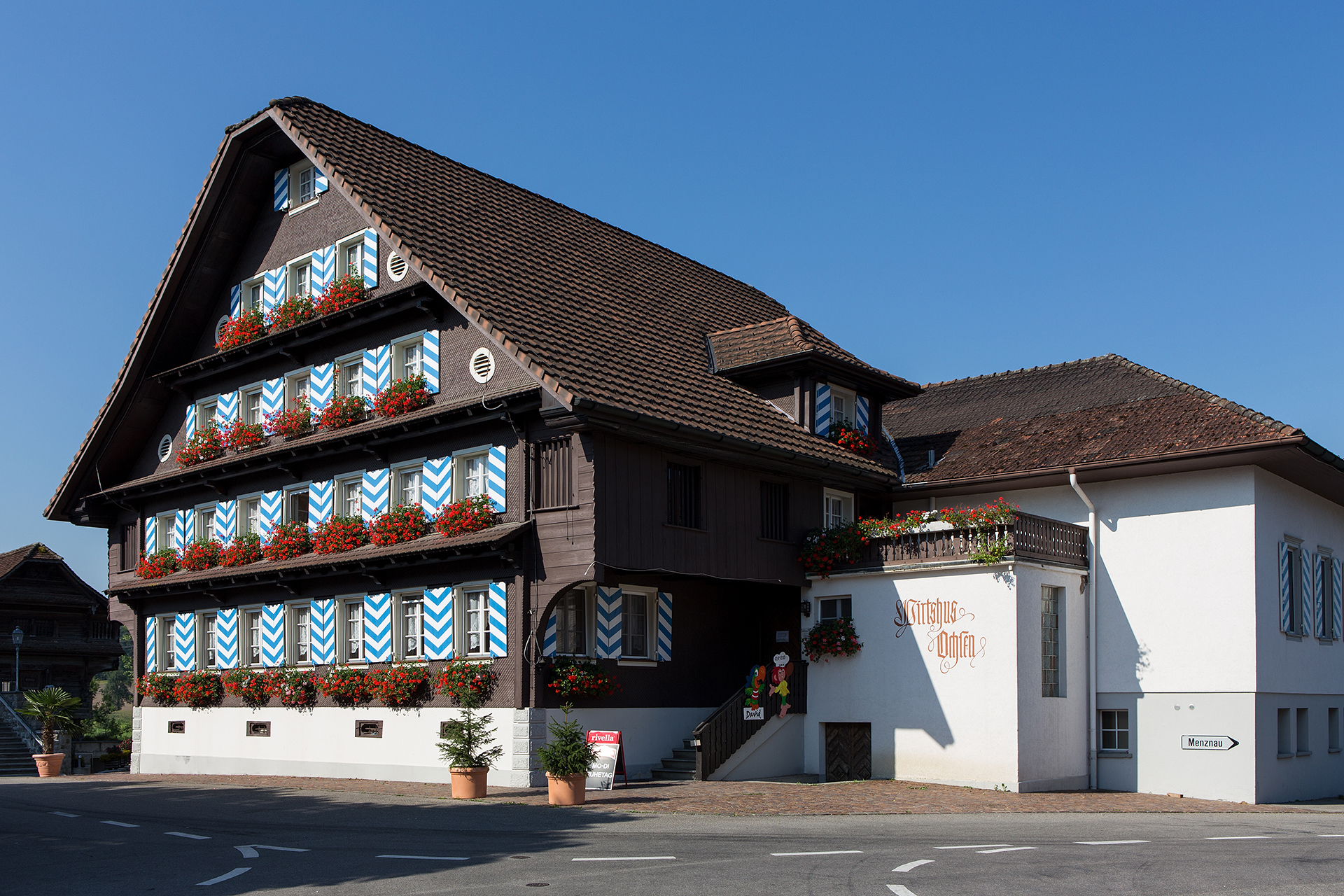
Gasthaus Ochsen